# 前奏曲とフーガ ニ長調 BWV 532
前奏曲とフーガ ニ長調（ぜんそうきょくとフーガ にちょうちょう）BWV532は、ヨハン・ゼバスティアン・バッハの初期のオルガン曲。ヴァイマルで宮廷オルガニストをしていた1710年頃に作曲されたとされている。
20代の青年バッハがオルガン音楽に新風を吹き込んだ意趣ある作品。特に前奏曲にペダルのレシタティーヴォにも似た導入をしている点は、視覚的にも強い印象を残す。若いバッハにふさわしく両手両足の総合的な操作が求められるが、日本では十分に定着していない。
バッハはこの頃に北ドイツ・オルガン楽派の巨匠ディートリヒ・ブクステフーデを訪ねており、技巧的な効果を追求する作風が反映している。

## 概要

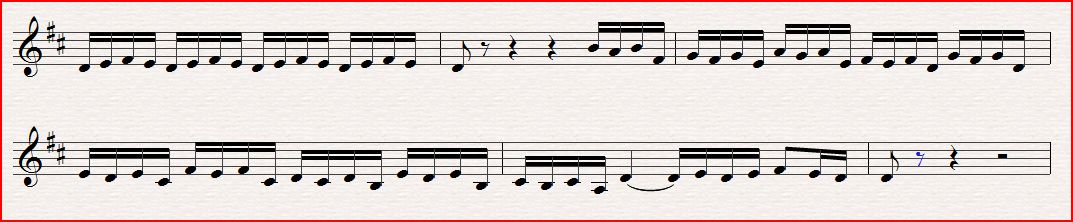
BWV 532のフーガ主題

上昇音階と下降アルペジオで始まり、トッカータ風のパッセージを経て短い動機がやり取りされる前奏曲と、16分音符中心の急速な主題による4声のフーガからなる。狭い音域をトリルのように往復するフーガ主題の曲調からは、後年のフーガのような複雑な主題の対位法による絡み合いを期待することはできない（フーガ主題以外の声部はほとんど和音で埋められている）が、初期作品らしく勢いに満ちた曲である。最後はあっさりと閉じられる。演奏時間は約11分半。
フェルッチョ・ブゾーニとオイゲン・ダルベールがピアノ独奏用の編曲を残している。また、1928年にシェーンベルクが管弦楽用に編曲した。